# Francisco Molinero
Francisco José Molinero Calderón (Ontígola, 26 luglio 1985) è un ex calciatore spagnolo, di ruolo difensore.

## Carriera

### Club
Durante la sua carriera ha vestito le maglie di Atletico Madrid, Malaga, Maiorca e Levante, per poi trasferirsi nel 2009 in Romania, alla Dinamo Bucarest. Torna in Spagna l'anno successivo nell'Huesca, dopodiché nel 2011 si trasferisce nel Real Murcia.
Rimasto svincolato, nel giugno 2014 si accasa al Betis Siviglia, appena retrocesso dalla Liga.

### Nazionale
Ha rappresentato varie nazionali minori spagnole, prendendo anche parte al mondiale Under-20 del 2005.